# Grayson (Kentucky)
Grayson è una città degli Stati Uniti d'America, situata nello Stato del Kentucky e in particolare nella contea di Carter, della quale è il capoluogo.